# 京姓
京姓，中國漢字姓氏，出自姬姓。春秋時期鄭武公之子共叔段封邑於京（今河南滎陽），世謂京叔段，其後裔以封邑為氏，是之源起。 西漢時期，魏郡太守李房改姓京氏，亦為源起。

## 外部連結
[在维基数据编辑]
 《欽定古今圖書集成·明倫彙編·氏族典·京姓部》，出自陈梦雷《古今圖書集成》